# 穆顗
穆顗（?—466年），鮮卑姓丘穆陵，鮮卑名六頭，代人，爵封建安公，諡號康。明元帝、太武帝、文成帝、獻文帝四朝大臣。

## 家族
穆顗是北魏開國重臣宜都公穆崇之子。穆遂留、穆觀、穆翰之弟。

## 生平
穆顗的個性忠心謹慎，有才能又有勇力。明元帝時期擔任中散，後轉任侍御郎。

### 太武帝時期
北魏始光四年（427年），太武帝拓跋燾親征赫連昌，穆顗隨軍征戰，勇冠一時，拓跋燾極為讚賞，遷官侍輦郎、殿中將軍，賜爵為泥陽子。延和元年（432年），又隨駕從征北燕，戰功居首，因而拜司衛監，加軍號龍驤將軍，改封長樂侯。
曾與拓跋燾遊於崞山，突然有頭老虎撲出，穆顗與虎搏鬥並將其擒獲。太武帝讚嘆：「《詩經》中提到『有力如虎』，穆顗更是厲害啊！」延和三年（434年）又跟從拓跋燾征討山胡白龍，太延四年（438年）再討伐柔然，累功加官散騎常侍、鎮北將軍，進爵為建安公。其後歷官至涼州鎮都大將，任內治政有名聲。還京後，加散騎常侍、領太倉尚書。

### 文成帝時期
和平元年（460年）穆顗擔任征西大將軍，督軍西征吐谷渾，與陽平王拓跋新成一同由南道出兵，然而穆顗逗留原地不進軍，因此被免除官爵，流放邊疆。爾後文成帝認為穆顗在前朝時曾立下大功，徵還拜為內都大官。獻文帝天安元年（466年）過世。

## 家庭

### 兒子
- 穆寄生，襲封建安公爵位。
- 穆栗，涼州鎮都大將，封安南公。
- 穆泥干，冀州刺史、假安南將軍，封鉅鹿公。